# Chornice (nádraží)
Chornice je železniční stanice v severní části obce Chornice v okrese Svitavy v Pardubickém kraji nedaleko řeky Jevíčky. Leží na neelektrizovaných jednokolejných trati Třebovice v Čechách – Chornice – Prostějov/Velké Opatovice, ve stanici odbočuje větev do Velkých Opatovic

## Historie
Stanice byla vybudována jakožto součást trati společnosti Moravská západní dráha (MWB) spojující Třebovici v Čechách, kde se trať napojovala na existující železnici do Ostravy a Krakova, a Prostějov s možnými směry jízdy na Brno, či na Olomouc. Nádraží bylo vystavěno dle typizovaného stavebního vzoru. Pravidelný provoz mezi Prostějovem a Třebovicí byl zahájen 1. září 1889. Spolu s hlavní trasou byla k tomuto datu zprovozněna též odbočná trať do Velkých Opatovic.
18. května 1908 otevřela společnost Místní dráha Velké Opatovice - Skalice nad Svitavou trať do Boskovic s napojením na hlavní trať mezi Brnem a Českou Třebovou v nedaleké Skalici nad Svitavou. Po zestátnění soukromých společností po roce 1925 pak správu přebraly Československé státní dráhy.

## Popis
Nachází se zde čtyři nekrytá hranová nástupiště, k příchodu k vlakům slouží přechody přes koleje.